# Trevirana escheri
Trevirana escheri là một loài thực vật có hoa trong họ Tai voi. Loài này được (Regel) Regel miêu tả khoa học đầu tiên năm 1851.